# Sixte Illescas
Sixte Illescas i Mirosa —también escrito a veces como Sixt Illescas— (Barcelona, 16 de junio de 1903-21 de diciembre de 1986) fue un arquitecto racionalista español.

## Trayectoria
Se tituló en 1923. Fue uno de los miembros fundadores en 1930 del GCATSPAC (Grupo Catalán de Arquitectos Técnicos para la Solución de Problemas de la Arquitectura Contemporánea), junto a Josep Lluís Sert, Germán Rodríguez Arias, Ricardo de Churruca y Francesc Fàbregas. En septiembre de 1930 participaron en la exposición del Ateneo Guipuzcoano de San Sebastián de la que surgió el GATEPAC, en el que se integraron como Grupo Este o GATCPAC (Grupo de Arquitectos y Técnicos Catalanes para el Progreso de la Arquitectura Contemporánea). Este grupo abordó la arquitectura con voluntad renovadora y liberadora del clasicismo novecentista, así como la de introducir en España las nuevas corrientes internacionales derivadas del racionalismo practicado en Europa por arquitectos como Le Corbusier, Ludwig Mies van der Rohe, Walter Gropius y J.J.P. Oud. El GATCPAC defendía la realización de cálculos científicos en la construcción, así como la utilización de nuevos materiales, como las placas de fibrocemento o la uralita, además de materiales más ligeros como el vidrio.
Illescas se incorporó al GATCPAC como socio director, y dentro del organigrama fue delegado de industria, junto a Francesc Perales. En 1934 dimitió del colectivo, mientras que en 1935 pidió la readmisión y de nuevo la dimisión al poco tiempo.
La mayoría de sus obras están en Barcelona. Entre ellas destacan: la casa Vilaró (avenida Coll del Portell 43, 1929-1930), una obra de «estilo barco» —característico de los primeros tiempos del racionalismo—, estructurada en diferentes niveles debido a la pendiente del terreno, con un diseño que señala la tipología más frecuente de las realizaciones del GATCPAC; y la casa Illescas (calle de Padua 96, 1934-1935), un edificio de viviendas del que era propietario, de claro diseño funcionalista.
Otras obras suyas son: la casa Masana (paseo de San Gervasio 1-3, 1935-1940), el edificio de viviendas de la calle de Santjoanistes 37 (1941-1944) y varios edificios de viviendas en Barcelona ejecutados todos ellos en 1935: c/ Lincoln 42, c/ Padilla 244, c/ Enric Granados 133 y c/ Pi i Margall 17.
Realizó también varios proyectos no elaborados: uno de estación para un aeropuerto en la exposición de las Galerías Dalmau (1929), otro de feria agrícola en colaboración con Josep Lluís Sert y Cristòfor Alzamora (1932-33), y otro para el concurso de ideas para la urbanización de la parte baja de la montaña de Montjuïc (1935).
Fue arquitecto oficial de CINAES (Cinematográfica Nacional Española S.S.), para la que entre 1932 y 1933 proyectó tres cines: el Spring, el Valkyria y el Triunfo, que finalmente no se construyeron.
Tras la Guerra Civil Española fue inhabilitado para cargos públicos por el Colegio de Arquitectos de Cataluña, debido a la vinculación del GATCPAC con la Generalidad republicana, pero pudo continuar ejerciendo su profesión.